# Fontana (Novi Beograd)
Pour les articles homonymes, voir Fontana.
Fontana (en serbe cyrillique Фонтана) est un quartier de Belgrade, la capitale de la Serbie. Il est situé dans la municipalité de Novi Beograd. En 2002, la communauté locale de Fontana comptait 4 476 habitants et l'ensemble du quartier 9 833 habitants.

## Localisation
Le quartier de Fontana s'étend autour de l'intersection entre les rues Pariske komune, Narodnih heroja et Otona Župančiča, dans le centre nord de la municipalité. Il englobe, totalement ou partiellement, les Bloks 1, 2, 3 et 5 et, pour l'essentiel, il a été construit dans les années 1960.
Fontana est un quartier résidentiel doté d'un certain nombre de commerces et d'un restaurant McDonald's. Il comprend aussi un centre culturel construit par l'architecte Uroš Martinović et terminé en 1967, quatre écoles maternelles, trois écoles élémentaires et deux lycées, dont le IXe lycée de Belgrade. On y trouve également la salle omnisports de la Hala sportova, dotée également d'un stade en extérieur.